# The miracle garden
The miracle garden is een natuurlijk kunstwerk gelegen in het Erasmuspark in Amsterdam-West.
Dit kunst- en natuurproject kwam voort uit een blog getiteld The Studio Garden. Dat was een project startend in de tuin behorend bij het atelier aan de Witte de Withstraat van kunstenares Elspeth Diederix. Ze wilde kijken wat mogelijk was op het gebied van tuinieren in combinatie met fotografie. Om dit te verwezenlijken volgde ze een cursus tuinontwerp en een hoveniersopleiding. De stichting "Let it grow" schreef een wedstrijd uit met de opdracht:
Ontwikkel voor Amsterdam een kunstwerk dat de wereld van bloemen en planten dichter bij de mensen brengt.
Dit vertaalde zich naar de inrichting in 2017 van een aantal bloembedden met fotogenieke bloemen en planten ter grootte van 800 m2 in de zuidoosthoek van het Erasmuspark. Daarbij werd het kunstwerk toegankelijk gehouden voor publiek in het park, die zich het hele jaar kunnen vergapen aan natuurlijk groen; de tuin is niet seizoensgebonden. Het kunstwerk dat mede tot stand kwam met hulp van kunstinstellingen Mondriaanfonds, het Amsterdams Fonds voor de Kunsten, Prins Bernhard Cultuurfonds, Tijl Fonds en de gemeente Amsterdam wordt onderhouden door de kunstenares en buurtbewoners. De flora werd geleverd door tuincentra. Door een grote diversiteit aan bloemen en planten werden de perken een toevluchtsoord voor allerlei insecten (bijen, vlinders).  
In 2018 kreeg ze van het Amsterdam UMC de Elisabeth van Thüringenprijs toebedeeld voor Flowerfields, een serie foto’s met medicinale bloemen. In 2021 werd de tuin genomineerd voor de Amsterdamprijs voor de kunst. Vanaf april 2021 startte het project Vier jaargetijden, een column op maandag in Het Parool waarin wekelijks op maandag een van Diederix’ foto’s wordt afgedrukt met een begeleidende tekst. 